# Casa a la plaça Major (el Far d'Empordà)
La Casa a la plaça Major és una obra del Far d'Empordà (Alt Empordà) inclosa a l'Inventari del Patrimoni Arquitectònic de Catalunya.

## Descripció
Edifici situat sota l'església del poble, a prop de l'ajuntament. És un edifici cantoner de planta baixa, dos pisos i golfes amb la coberta a dues vessants. Les obertures de l'edifici són rectangulars, algunes de les quals amb un balcó amb barana senzilla. La façana de l'edifici estava arrebossada, però aquest ha desaparegut en gran part i deixa veure el paredat de pedra sense escairar i maó. L'element que millor es conserva és la façana lateral de l'edifici, que dona a la plaça Major, amb un paredat de pedres sense escairar i petites obertures obertes en època posterior a la de la construcció. La porta d'accés a l'edifici és un altre element a tenir en compte. És una porta carreuada en arc rebaixat, amb carreus perfectament tallats, i amb la data 1845 inscrita al centre.